# سمیره احمد
سمیره احمد (انگلیسی: Samira Ahmed؛ زادهٔ ۱۵ ژوئن ۱۹۶۸) روزنامه‌نگار، نویسنده و گوینده خبر اهل بریتانیا در بی‌بی‌سی است.
او همچنین به عنوان نویسنده در ایندیپندنت و گاردین حضور داشته‌است.